# Giuseppe Avossa
Giuseppe Avossa (Paola, Calàbria, 1708 - Nàpols, 9 de gener de 1796) fou un compositor italià.
Segons Villarosa era d'origen espanyol. Va estudiar música al Conservatorio dei Poveri di Gesù Cristo de Nàpols, on va estudiar amb Gaetano Greco i Francesco Durante. Després de completar els seus estudis, va estar actiu com a mestre de capella, i també com a mestre de cant en diferents esglésies i monestirs. El 1749 va ser nomenat director del Teatre Municipal de Pesaro. Més tard, al voltant de 1758, va tornar a Nàpols, on va ocupar el mateix càrrec al Teatro dei Fiorentini.
Avossa és recordat principalment per l'òpera còmica La pupilla, escrita en dialecte napolità, estrenada al Teatro dei Fiorentini durant el carnaval de 1763. A Catalunya, s'estrenà el 1765 al Teatre de la Santa Creu de Barcelona amb el nom de Il ciarlone. També va compondre música sacra, incloent-hi treballs corals (en estil de concert) i per a veu solista. A causa de l'afinitat del seu cognom amb el de Girolamo Abos -anomenat de vegades Avossa-, s'ha confós sovint amb ell i se li han atribuït sovint de manera errònia moltes de les seves obres.

## Obres
- Don Saverio (opera buffa, llibret d'Antonio Palomba, 1744, Venècia)
- Lo scolaro alla moda (opera buffa, 1748, Reggio Emilia)
- Il baron gonfianuvoli (opera buffa, 1750, Salzburg)
- I tutori (opera buffa, 1757, Nàpols)
- La puilla (opera buffa, llibret d'Antonio Palomba, 1763, Nàpols)
- Il ciarlone (opera buffa, 1769, Copenhagen)
- La nuvoletta d'Elia (oratori, 1746, Ancona)
- La felicità de' tempi (oratori, 1749, Pesaro)
- Il giudizio di Salomone (oratori, 1751, Pesaro)
- 3 misses
- 2 Magnificat
- 2 motets